# Brian Selznick
Brian Selznick (East Brunswick, 14 juli 1966) is een Amerikaans auteur en illustrator.
Selznick brak door in 2007 met het kinderboek De uitvinding van Hugo Cabret, dat in 2011 werd verfilmd onder de titel Hugo. Hij ontving er verschillende prijzen voor. Selznick is vooral bekend om zijn stijl, waarbij hij bladvullende tekeningen combineert met kortere stukken tekst. In 2011 verscheen zijn volgende boek, Het wonderkabinet, waarin hij opnieuw op dezelfde manier werkt. Selznick illustreert ook andere boeken.
In mei 2016 kwam het boek De wonderlingen uit, een beeld- en prozaverhaal.
Zijn grootvader was een neef van Hollywoodproducent David O. Selznick.
- Bibsys: 8012248
- Bibliothèque nationale de France: cb144220082 (data)
- Catàleg d'autoritats de noms i títols de Catalunya: 981058524649406706
- CiNii: DA17545797
- Gemeinsame Normdatei: 134051351
- International Standard Name Identifier: 0000 0001 1075 375X
- Library of Congress Control Number: n90689711
- Nationale Bibliotheek van Letland: 000198134
- MusicBrainz: ad4d5a0b-72cd-474b-9e73-2ba844210149
- Bibliotheek van het Japanse parlement: 00909330
- Nationale Bibliotheek van Tsjechië: xx0083348
- Nationale Bibliotheek van Israël: 987007299756505171
- Nederlandse Thesaurus van Auteursnamen: 14909972X
- RKD-Nederlands Instituut voor Kunstgeschiedenis: 360032
- LIBRIS: 310199
- Système universitaire de documentation: 136277578
- Virtual International Authority File: 85850606
- WorldCat: E39PBJd3KjYyv3cRhVQ4wChvHC